# Walter Lowrie Fisher
Walter Lowrie Fisher (Wheeling, 4 de julio de 1862-Winnetka, 9 de noviembre de 1935) fue un político estadounidense.

## Biografía
Fisher nació en la ciudad de Wheeling en el estado de Virginia Occidental (Estados Unidos) en el año 1862. Poco después, de mudó a Indiana donde su padre presidía el Hanover College. Después de licenciarse en 1883, se trasladó a Chicago donde abrió su propio bufete de abogados. Se casó con Mabel Taylor el 22 de abril de 1891, contrayendo siete hijos.
Fisher empezó a destacar en política cuando en 1906 fue elegido presidente de la Liga de Votantes Municipal de Chicago, cuyo fin era movilizar a la gente y denunciar la corrupción en la que estaban inmersos algunos políticos. Bajo la presidencia de William Howard Taft (Partido Republicano), Fisher fue designado Secretario del Interior de los Estados Unidos desde el 13 de abril de 1911 hasta el 5 de marzo de 1913, trayectoria que se vio truncada al caer derrotado el presidente Taft en las urnas en favor del Partido Demócrata.
En 1935, falleció en su casa de Winnetka, Illinois.
| Predecesor: Richard Achilles Ballinger | Secretario del Interior de los Estados Unidos 1911-1913 | Sucesor: Franklin Knight Lane |